# Mari Paraíba
Mariana Andrade Costa (Campina Grande, 30 de julho de 1986) ou Mari Paraíba é uma ex-jogadora de voleibol brasileira que atuava como ponteira passadora. Na temporada de 2023-24 jogou no clube romeno CSM București.

## Carreira
Por influência de sua mãe, técnica de voleibol, Mariana começou a jogar aos 10 anos de idade. Por se destacar entre as companheiras de equipe, aos 14 anos foi para o Finasa/Osasco onde, entre as categorias de base e profissional, ficou por quase seis anos.
Em 2006/2007, após uma passagem pelo EC. Pinheiros, onde foi campeã da Copa São Paulo, foi contratada pelo Teuto/AABB Goiânia para a temporada 07/08, onde ficou por pouco tempo, transferindo-se para o São Caetano/Detur.
Para a temporada 08/09 foi contratada pelo Mackenzie/Cia. do Terno, sendo um dos destaques da equipe na Superliga. Seu bom desempenho despertou o interesse do São Caetano, sendo contratada para reforçar a equipe para a temporada 09/10, juntando-se as campeãs olímpicas Fofão, Mari e Sheilla.
Após o rompimento do patrocínio da farmacêutica Blausiegel com a equipe de São Caetano, Mariana foi contratada pelo Macaé Sports para a temporada 10/11.
Na temporada 2011/12, jogou pelo Usiminas/Minas. Acabou não renovando o contrato após ficar fora das semifinais em função de um problema crônico no joelho esquerdo.
Em junho de 2012, sem contrato com nenhuma equipe, assinou para ser capa da Playboy Brasil. Durante a campanha da revista, anunciou que deixaria o vôlei de lado, já que “as jogadoras já estão treinando há mais de um mês, seria difícil entrar no ritmo”, com a possibilidade de voltar a jogar. Mais tarde diria que o período sabático foi benéfico por sair da "rotina de treinar e jogar desde os 14 anos" por nove meses, fazendo Mari redescobrir o interesse pelo esporte.
Sentindo falta do vôlei, aceitou um convite do amigo Alexandre Peres e foi jogar vôlei de praia. Recebeu bem a ideia de tentar o esporte, e após conversa e testes com o técnico Ednílson Costa, passou a treinar na escola de Educação Física do Exército (Esefex), na Urca. Em janeiro de 2013, estimulada pela medalhista olímpica Raquel Peluci, revelou que se tornaria jogadora de vôlei de praia. Se uniu à equipe carioca Superar, e começaria no segundo semestre de 2013 a disputar em dupla, inicialmente com a ex-jogadora do Vôlei Futuro Fernanda Berti, mas depois trocada pela ex-Pinheiros Natasha Valente. A temporada na praia ajudou Mari a aperfeiçoar seu jogo pelo caráter mais individual da modalidade.
Em dezembro de 2013, Mari e Natasha foram contratadas pelo Barueri para fazer seu retorno às quadras. Por uma torção no pé esquerdo, Mari fez sua estreia no Barueri apenas em 11 de janeiro de 2014. Depois de uma temporada, Mari teve uma negociação fracassada com o Maranhão e jogou o Paulista pelo Bauru. O torneio levou a um convite para voltar ao Camponesa/Minas, onde Mari se tornou uma das principais jogadoras do ataque do Minas.
Em 2015, Mariana teve sua primeira convocação para a Seleção Brasileira de Voleibol aos 28 anos, sendo campeã Sul-Americana e vice-campeã nos Jogos Pan-Americanos de 2015. Já em 2016, participou do Grand Prix, conquistando a medalha de ouro.
Na temporada 2016/17, atuou pelo clube suíço Voléro Zürich, ela jogou dois campeonatos mundiais interclubes, em 2016 em Manila, ficando em 4o lugar na competição. Já em 2017, o Volero conquistou a medalha de bronze do Mundial de Kobe, Japão.
De volta ao Brasil em 2017, foi contratada como principal reforço ofensivo para temporada de 2017/2018 do campeão mundial e aclamado Osasco Voleibol Clube, em 2018, renovou contrato com o Clube Osasco-Audax, titular absoluta do time que ficou em terceiro lugar na temporada, Mariana foi o principal destaque do Osasco-Audax na Superliga como Melhor Sacadora com 36 aces na temporada.
Em maio de 2019, o Saugella Monza Team, oficializou a contratação da ponteira em seu elenco na temporada da Liga Italiana de vôlei e na temporada seguinte voltou ao Brasil e fechou contrato com o Praia Clube.
Em 2021, o atacante viajou à Grécia para jogar pelo campeão grego Olympiacos Pireu. Voltou ao Brasil em 2022, assinando novamente com o Barueri. Assinou com o revivido Campinas em 2023, jogando o Campeonato Paulista, mas saiu da equipe antes da Superliga C por falta de pagamentos, que eventualmente levariam o time a fechar. Em 2024, assinou com a equipe da Romênia  CSM București. Ao final da temporada em Novembro, anunciou a aposentadoria aos 38 anos.

## Clubes
- Finasa Osasco (2004–2006)
- Esporte Clube Pinheiros (2006–2007)
- São Caetano (2007–2008)
- Mackenzie (2008–2009)
- São Caetano (2009–2010)
- Macaé (2010–2011)
- Minas Tênis Clube (2011–2012)
- Hinode Barueri  (2013–2014)
- Vôlei Bauru (2014)
- Minas Tênis Clube (2014–2016)
- Voléro Zürich (2016–2017)
- Nestlé Osasco (2017–2019)
- Saugella Monza (2019–2020)
- Dentil Praia Clube (2020–2021)
- Olympiacos S.F. Pireo (2021–2022)
- Barueri (2022–2023)
- Campinas (2023)
- CSM București (2024)

## Títulos

### Osasco
- Campeã do Campeonato Paulista de Voleibol Feminino
- Campeã da Copa São Paulo de Vôlei
- Campeã da Copa Brasil (18)
- Vice-Campeã da Superliga (05/06)
- Campeã do Salonpas Cup (2005)
- Vice-Campeã da Superliga (06/07)

### Pinheiros
- Campeã da Copa São Paulo de Vôlei (2007)

### São Caetano
- Campeã dos Jogos Regionais (2009)
- Campeã da Copa São Paulo de Vôlei (2009)

### Praia Clube
- Campeã do Troféu Super Vôlei (2020)